# 602 (szám)
A 602 (római számmal: DCII) egy természetes szám, szfenikus szám, a 2, a 7 és a 43 szorzata. Nontóciens szám.

## A szám a matematikában
A tízes számrendszerbeli 602-es a kettes számrendszerben 1001011010, a nyolcas számrendszerben 1132, a tizenhatos számrendszerben 25A alakban írható fel.
A 602 páros szám, összetett szám, azon belül szfenikus szám, kanonikus alakban a 21 · 71 · 431 szorzattal, normálalakban a 6,02 · 102 szorzattal írható fel. Nyolc osztója van a természetes számok halmazán, ezek növekvő sorrendben: 1, 2, 7, 14, 43, 86, 301 és 602.
A 602 négyzete 362 404, köbe 218 167 208, négyzetgyöke 24,53569, köbgyöke 8,44369, reciproka 0,0016611. A 602 egység sugarú kör kerülete 3782,47755 egység, területe 1 138 525,744 területegység; a 602 egység sugarú gömb térfogata 913 856 663,9 térfogategység.